# هيوسين
سكوبولامين، يعرف كذلك بالأسماء لوفو-دوبويزين وهيوسين، وهو دواء التروبان شبه القلوي بتأثيرات خصم الموسكرينية. ويعد من الأدوية المضادة للتقيؤ.

## علم أصل الكلمة
كلمة سكوبولامين مشتقة من جنس النبات سكوبوليا ، وتحديداً من النوع "سكوبوليا أتروبويدس" Scopolia atropoides. تم عزل الأتروبين القلوي ، المرتبط كيميائياً بالسكوبولامين ، في الأصل من هذا النبات. تم إعطاء اسم "سكوبولامين" لاحقًا للمركب القلوي المحدد الموجود في هذه النباتات.

## الاستعمال الطبي
يوجد لسكوبولامين في الطبّ، هذه الاستعمالات:
- الأولية:
  - معالجة الغثيان وغثيان السفر
  - معالجة التشنّج المعوي
- الثانوية:[3]
  - كعامل بنج ممهّد للتخدير
  - كعامل لتجفيف الجيوب الأنفية والرئتين
  - لتخفيف الحركة والإفرازات في الجهاز الهضمي
  - لبعض أشكال مرض الباركنسون
  - كمساعد لمسكّن الأفيونية

## استخدام العقار لعلاج الإدمان
لقد استخدم السكوبولامين في الماضي لعلاج الإدمان على المخدرات مثل الهيروين والكوكايين. كان يعطى المرضى جرعات متكررة من السكوبولامين حتى كانوا يهذون. كان يستمر هذا العلاج لمدة يومين إلى ثلاثة بعد ذلك يعالجون بالبيلوكاربين. بعد المعافاة قيل أنهم كانوا يفقدون الرغبة الحادة للدواء الذين كانوا مدمنين عليه.

## استخدامات أخرى
السكوبولامين ضمن مجموعة من الأدوية كالالباربيتورات التي لديها القدرة على إظهار الحقيقة، فقد اكتشف العلماء أن حقنة من مصل الحقيقة المركب الدوائي يمكن لها تعطيل قدرة الشخص على التفكير ومنع اختلاق الأكاذيب وذلك من خلال تثبيط الجهاز العصبي المركزي فيصبح لدى الشخص قابلية عالية لإظهار الحقيقة.
وذهب البعض في القول بأن أمصال الحقيقة هذه تزيد من معدل ثرثرة الشخص فيبدأ بالحديث عن الواقع وعن التخيلات أي أن الكلام قد لا يحمل أي قيمة تذكر.

## تأثيرات جانبية
للسكوبولامين شيء من التأثيرات الجانبية المضرة كالهلوسة وإضطراب الإدراك والنعاس بالإضافة إلى التأثيرات الفسيولوجية كتسارع نبضات القلب والصداع وتشويش في النظر.